# Scotchtown
Scotchtown és una concentració de població designada pel cens dels Estats Units a l'estat de Nova York. Segons el cens del 2000 tenia 8.954 habitants.

## Demografia
Segons el cens del 2000, Scotchtown tenia 8.954 habitants, 3.211 habitatges, i 2.334 famílies. La densitat de població era de 817,3 habitants per km².
Dels 3.211 habitatges en un 39% hi vivien nens de menys de 18 anys, en un 56,8% hi vivien parelles casades, en un 12,5% dones solteres, i en un 27,3% no eren unitats familiars. En el 21,3% dels habitatges hi vivien persones soles el 4,9% de les quals corresponia a persones de 65 anys o més que vivien soles. El nombre mitjà de persones vivint en cada habitatge era de 2,78 i el nombre mitjà de persones que vivien en cada família era de 3,29.
Per edats la població es repartia de la següent manera: un 27,7% tenia menys de 18 anys, un 7,7% entre 18 i 24, un 31,9% entre 25 i 44, un 25,2% de 45 a 60 i un 7,5% 65 anys o més.
L'edat mediana era de 35 anys. Per cada 100 dones de 18 o més anys hi havia 90,1 homes.
La renda mediana per habitatge era de 53.460 $ i la renda mediana per família de 59.439 $. Els homes tenien una renda mediana de 44.482 $ mentre que les dones 29.939 $. La renda per capita de la població era de 22.282 $. Entorn del 5,3% de les famílies i el 5,2% de la població estaven per davall del llindar de pobresa.